# La Viladieu
La Vila Dieu del Temple (en francès La Ville-Dieu-du-Temple) és un municipi francès situat al departament de Tarn i Garona i a la regió d'Occitània.

## Demografia
| 1962                                       | 1968  | 1975  | 1982  | 1990  | 1999  | 2006  |
| ------------------------------------------ | ----- | ----- | ----- | ----- | ----- | ----- |
| 1.059                                      | 1.158 | 1.236 | 1.362 | 1.656 | 1.744 | 2.329 |
| Des de 1962: població sense dobles comptes |       |       |       |       |       |       |

## Administració
| Període   | Identitat        | Partit |
| --------- | ---------------- | ------ |
| 2001-2008 | Jean-Marc Rup    |        |
| 2008-     | Dominique Briois |        |